# ويست مدلاندز

علم ويست مدلاندز

ويست مدلاندز (بالإنجليزية: West Midlands)، هي منطقة ميدلاند الغربية، والتي تقع جغرافياً في غرب ووسط انجلترا، يقدر عدد سكان ويست مدلاندز حوالي 2,808,356 نسمة.

## أعلام
- ويلف كارتر
- ليز بيري
- ويليام لانغلاند
- ستيف بلومر
- سام فيلد

## المواقع الخارجية
- Photographs of Birmingham and the West Midlands
- Identity in the West Midlands
- West Midlands Joint Committee
- Images of West Midlands